# محمد فوزي جاب الله
محمد فوزي جاب الله (4 سبتمبر 1939 - 13 فبراير 2022) هو عالم تشريحٍ مصري، ويُعد «أحد رموز علم التشريح في مصر». كان أستاذًا ورئيسًا لقسم التشريح في قصر العيني، وكان قبلها عميدًا لكلية الطب في جامعة مصر للعلوم والتكنولوجيا.

## حياته
وُلد محمد فوزي فتوح جاب الله في 4 سبتمبر/أيلول 1939 م. حصل على درجة البكالوريوس في الطب والجراحة من قصر العيني عام 1962 م، ثم درجة الماجستير في علم التشريح وعلم الأجنة عام 1966 من نفس الجامعة، ودرجة الدكتوراة في فلسفة علم الإنسان الحيوي عام 1970 من نفس الجامعة. عمل أستاذًا ورئيسًا لقسم التشريح في قصر العيني، وكان قبلها عميدًا لكلية الطب في جامعة مصر للعلوم والتكنولوجيا. كما كان عضوًا في مركز تحقيق التراث التابع لجامعة مصر للعلوم والتكنولوجيا. كان أيضًا من الأعضاء المؤسسة للجمعية المصرية لعلوم الأنثروبولوجيا البيولوجية.
كان متزوجًا من الأستاذة الدكتورة زيزفون حسين بدوي، وهي أستاذةٌ في علم التشريح، وله مُنها ثلاثة أبناء؛ إيناس وإيمان وحاتم.

## مؤلفاته
نشر أكثر من 59 بحثُا، كما وضع عددًا من المؤلفات، منها:
- «القاموس الطبي الوجيز: إنجليزي-عربي»، صدر عام 1986 عن دار الكتاب الجامعي.[7][8]
- «التطور وأصل الإنسان من منظور إسلامي»، صدر عام 1993 عن دار الكتب والوثائق القومية.[5] (ردمك 9789770041093)
- «القاموس الطبي الشامل»، صدر عام 2006 عن دار الكتاب الجامعي.[9]
- «مختصر كتاب تاريخ الطب العربي»،صدر عام 2018 عن مركز تحقيق التراث في جامعة مصر للعلوم والتكنولوجيا. يقول عنه «أما ما دعاني للتفكير في اختصار هذا السِّفر المتميز، والذي تفتقر المكتبة العربية والطبية لمثله، فهو كبر حجم الكتاب الذي يصل إلى نحو 1300 صفحة موزعة على جزأين، مما قد يشق على كثير من المهتمين بتاريخ أمجاد العرب العلمية أن يجدوا الوقت لقراءته والاستمتاع به كاملا، هذا فضلًا عن أن الكتاب به الكثير من التكرار والإطناب والتفاصيل التحقيقية التي لا تهم سوى المتخصصين والباحثين».[10]

كما صدر له مجموعةٍ من أطالس التشريح باللغة الإنجليزية بالتعاون مع زوجته زيزفون بدوي في عام 1986 م، والتي تضمنت: (Embryology + Thorax + Upper limb + Lower limb + Abdomen - Pelvis + Neuro + Head - Neck).

## وفاته
تُوفي في 13 فبراير/شباط 2022 ميلاديًا المُوافق 12 رجب 1443 هجريًا. شُيعت جنازته في 14 فبراير/شباط 2022 م. حيث نعته نقابة أطباء مصر في بيانٍ لها «تنعي نقابة الأطباء بمزيد من الحزن والأسي أ. د. محمد فوزي جاب الله أستاذ التشريح بطب القصر العيني واحد رموز علم التشريح في مصر..خالص العزاء لأسرته الكريمة ونسأل الله أن يرحمه برحمته الواسعة وأن يُسكنه فسيح جناته مع الأبرار والشهداء».

## وصلات خارجية
- الدكتور محمد فوزي جاب الله والدكتور محمود مهدي وحديث عن إسحاق بن حنين وابنه على يوتيوب بتاريخ 18 أغسطس 2021 م.